# Тринадцать десертов

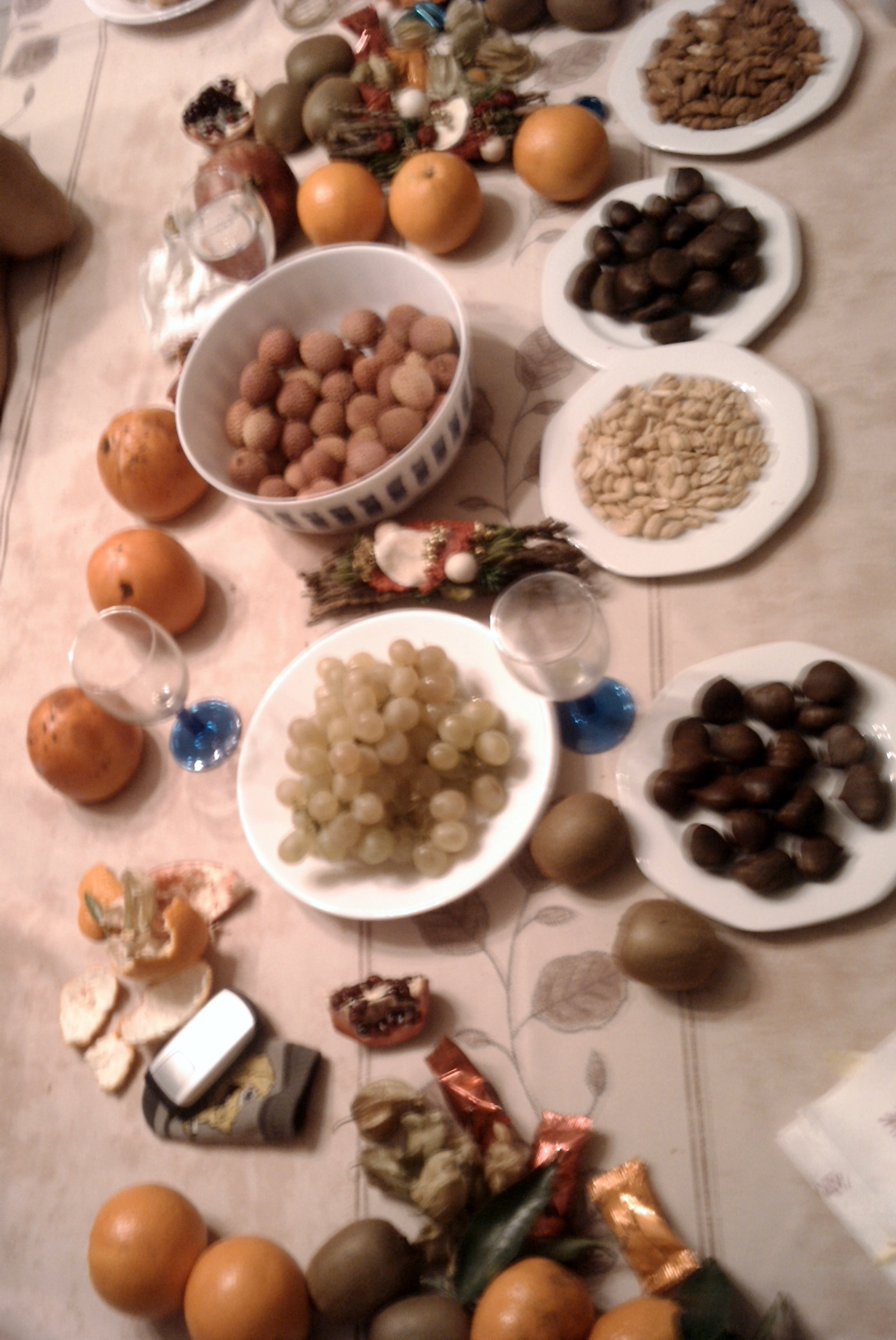
Тринадцать десертов

Тринадцать десертов (фр. treize desserts, окс. calenos) — традиционная составляющая рождественской трапезы в Провансе. В число тринадцати десертов входят фрукты, орехи и кондитерские изделия. Возникнув в 20-х годах XX века, традиция остаётся широко популярной и в наше время.

## История
Одной из традиций рождественского сочельника в Провансе является праздничный ужин — так называемый gros souper. Важную роль в нём играет числовая символика: так, блюд обычно подаётся семь, в память о семи скорбях Богородицы. Десертов же тринадцать — это число символизирует Христа и двенадцать его апостолов, собравшихся за столом во время Тайной вечери. Десерты позволяют скоротать время в ожидании рождественской мессы; потом они остаются на столе в течение ещё трёх дней, и, согласно традиции, все члены семьи должны отведать каждый из них.

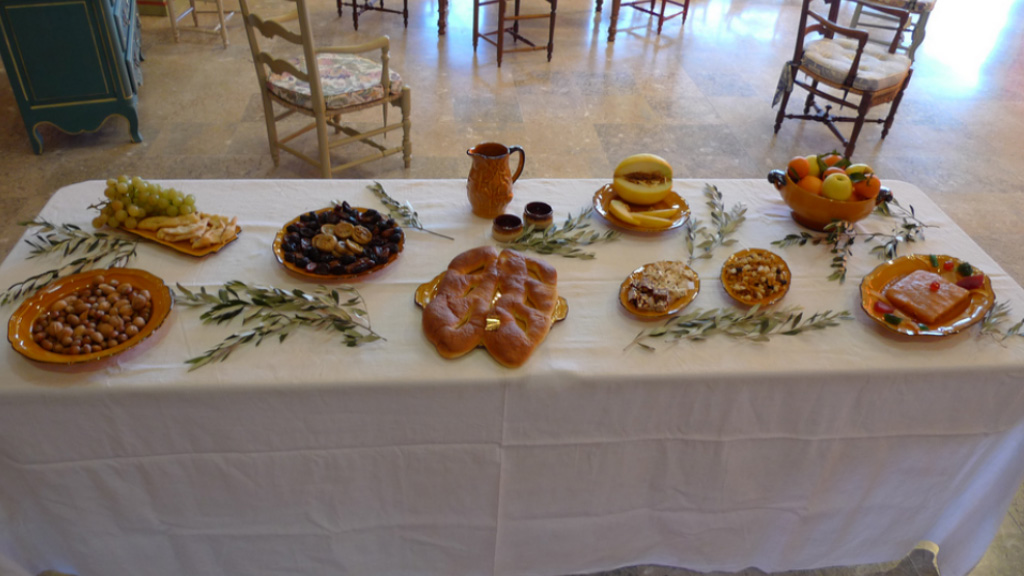
Накрытый стол с десертами

Обилие десертов на провансальском рождественском столе отмечается по меньшей мере с XVIII века, однако число 13 в старинных источниках не фигурирует. Первые упоминания о нём относятся лишь к 1920-м годам. По всей видимости, ключевую роль в создании и популяризации традиции сыграли фелибры: участники литературного движения, мечтавшие возродить язык и культуру Прованса. Один из них, Жозеф Фаллен, написал в рождественском выпуске газеты La Pignato, что десертов на рождественском столе должно быть именно тринадцать; он же впервые составил их перечень, включавший 25 возможных вариантов. К 1930-м годам традиция закрепилась; в то же время в обиход вошло и само выражение «тринадцать десертов» (до этого их называли просто calenos).
В наше время тринадцать десертов являются одним из кулинарных символов Прованса. Как правило, они размещаются на трёх салфетках, в окружении трёх свечей — число три символизирует Святую Троицу. Кроме того, на стол ставятся три блюдца с пророщенной пшеницей, посеянной заранее — 4 декабря, в день святой Варвары.

## Десерты
Рождественские десерты могут разниться в зависимости от местности; в общей сложности насчитывается около 55 вариантов. В их число входят фрукты (сушёные и свежие), орехи, сладкая выпечка и конфеты. Неоднократно предпринимались попытки установить «канонический» список тринадцати десертов. По версии Марсельского краеведческого музея, в него должны входить яблоки, груши, зелёная дыня, виноград, рябина, белая нуга, чёрная нуга, грецкие орехи, миндаль, фундук, сушёные финики, изюм и pompe à l’huile (вид сдобы). Собственный список предложил в 1998 году и Экс-ан-Прованс: в него также входят финики, виноград, дыня, чёрная и белая нуга, pompe à l’huile; орехи и изюм объединены под общим названием «четверо нищих» (см. ниже); вместо рябины, яблок и груш фигурируют апельсины либо мандарины и айвовый мармелад. Однако практика показывает, что большинство жителей Прованса этих списков строго не придерживается.

### Фрукты и орехи
Фрукты всегда занимали особое место в ряду тринадцати десертов. Как правило, для рождественского стола использовались местные фрукты, которые семья запасала на зиму и хранила в подвале либо на чердаке. Это могли быть яблоки, груши, дыни, виноград, инжир. Однако некоторые считали, что на рождественский стол не подобает ставить обычные, повседневные продукты, и заменяли вышеперечисленное апельсинами и финиками (финики символизировали Христа, явившегося с Востока). В настоящее время существуют два противоположных мнения: приверженцы традиций считают, что экзотические фрукты (за исключением апельсинов и фиников) неуместны на рождественском столе; другие полагают, что можно использовать любые фрукты, в том числе киви, манго и ананас. Фрукты могут также присутствовать на столе в виде варенья или мармелада; традиционным считается айвовый мармелад.

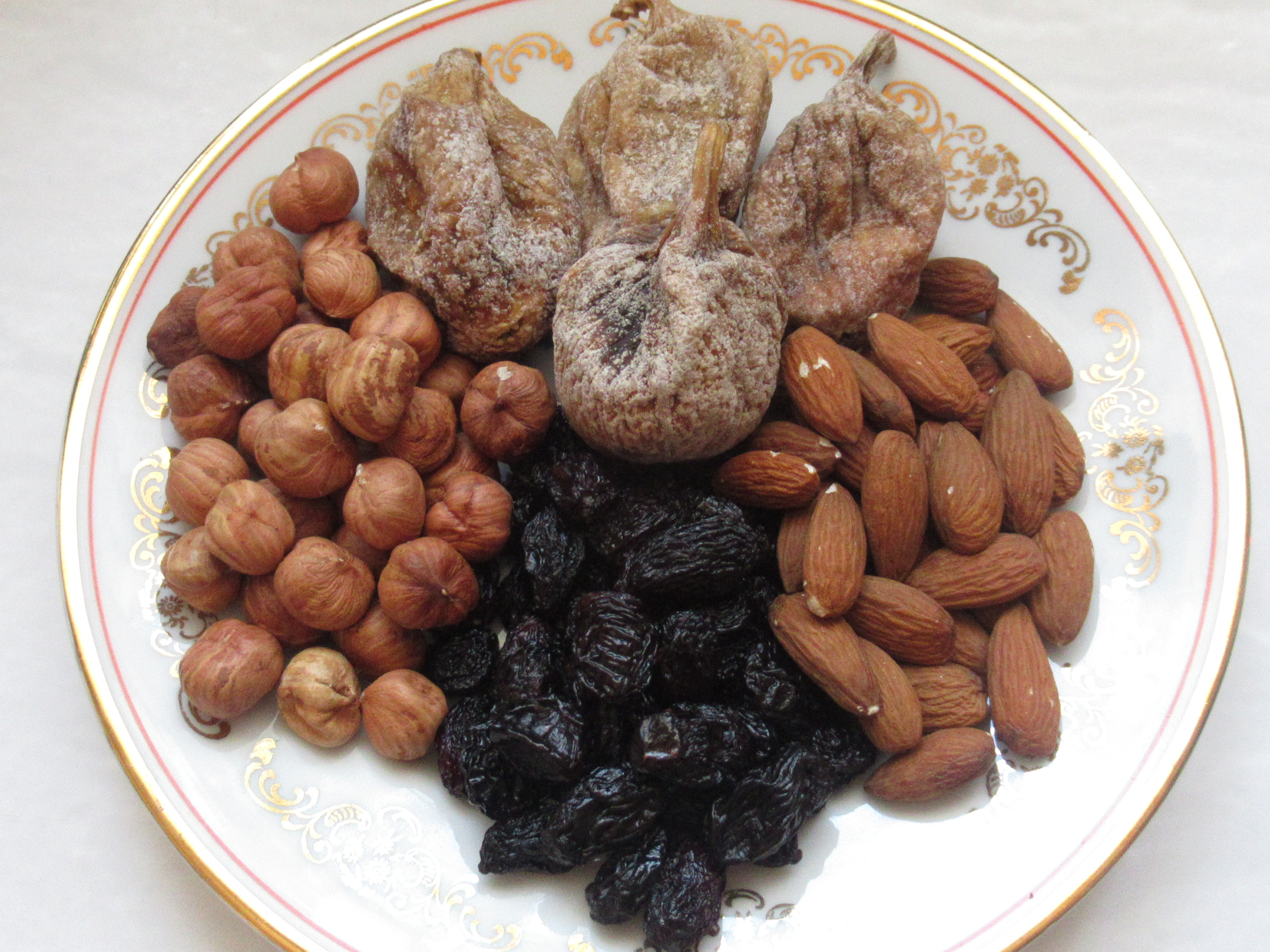
«Четверо нищих»

Непременным компонентом тринадцати десертов являются так называемые «четверо нищих» (фр. quatre mendiants или окс. pachichòis) — фрукты и орехи, символизирующие четыре нищенствующих монашеских ордена. Цвет каждого из них ассоциируется с цветом рясы монахов соответствующего ордена: орехи (грецкие или лесные) символизируют августинцев; сушёный инжир — францисканцев; миндаль — кармелитов; светлый изюм — доминиканцев. В наше время словом «mendiant» называют также кондитерское изделие — шоколадный диск, украшенный соответствующими ингредиентами.
Кроме того, фрукты и орехи объединяются в десерте, называемом «нуга капуцина» (фр. nougat du capucin) или «нуга бедняка» (фр. nougat du pauvre). Он представляет собой инжир, начинённый грецким орехом либо миндалём.

### Выпечка
Обязательной составляющей тринадцати десертов является так называемая «pompe à l’huile» (дословно «насос для масла»). Она печётся из пшеничной муки с добавлением оливкового масла; возможно, её название объясняется способностью муки впитывать масло. Кроме того, «pompe à l’huile» ароматизируется флёрдоранжем. Согласно традиции, её нужно не резать, а ломать руками, подобно тому как Христос разламывал хлеб во время Тайной вечери. Обычно её едят в конце трапезы, обмакивая в вино.
Остальные виды выпечки могут варьироваться: популярны пончики, оладьи с яблоками, печенье наподобие хвороста, пирожки с кедровыми орехами и так называемые oreillettеs. Последние представляют собой хрустящее печенье, которое выпекается на сливочном масле и посыпается сахарной пудрой. В Гриньяне принято печь особый сладкий пирог со шпинатом.

### Кондитерские изделия

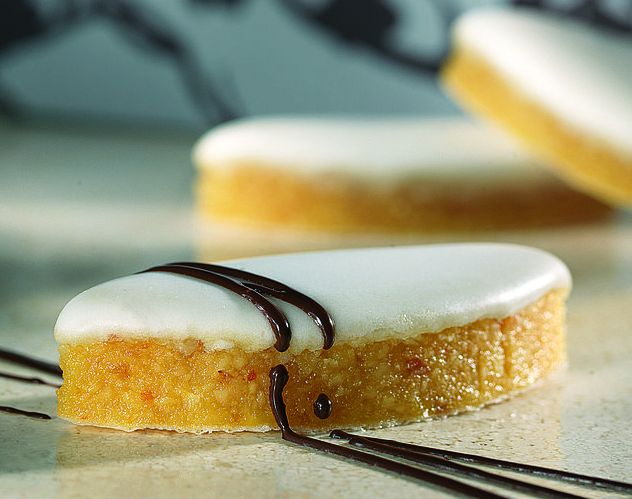
Калиссоны

В число десертов, обязательных на рождественском столе, входит нуга. Нуга — традиционное провансальское лакомство, известное с X века. С XVIII века она входит в число наиболее популярных рождественских сладостей в Провансе. Обычно подаются две её разновидности — белая и чёрная — которые символизируют кающихся грешников.
В Экс-ан-Провансе среди тринадцати десертов непременно присутствуют калиссоны — конфеты, издавна производящиеся в этом городе. В их состав входят миндаль, засахаренная дыня и флёрдоранж.
Кроме того, среди тринадцати десертов могут быть шоколад, леденцы, драже и прочие сласти.